# Commission nationale des droits de l'Homme (Mexique)
Pour les articles homonymes, voir Commission nationale des droits de l'Homme (homonymie).
 (mai 2021).
La mise en forme du texte ne suit pas les recommandations de Wikipédia : il faut le « wikifier ».
Les points d'amélioration suivants sont les cas les plus fréquents :
- Les titres sont pré-formatés par le logiciel. Ils ne sont ni en capitales, ni en gras.
- Le texte ne doit pas être écrit en capitales (les noms de famille non plus), ni en gras, ni en italique, ni en « petit »…
- Le gras n'est utilisé que pour surligner le titre de l'article dans l'introduction, une seule fois.
- L'italique est rarement utilisé : mots en langue étrangère, titres d'œuvres, noms de bateaux, etc.
- Les citations ne sont pas en italique mais en corps de texte normal. Elles sont entourées par des guillemets français : « et ».
- Les listes à puces sont à éviter, des paragraphes rédigés étant largement préférés. Les tableaux sont à réserver à la présentation de données structurées (résultats, etc.).
- Les appels de note de bas de page (petits chiffres en exposant, introduits par l'outil «  Source ») sont à placer entre la fin de phrase et le point final[comme ça].
- Les liens internes (vers d'autres articles de Wikipédia) sont à choisir avec parcimonie. Créez des liens vers des articles approfondissant le sujet. Les termes génériques sans rapport avec le sujet sont à éviter, ainsi que les répétitions de liens vers un même terme.
- Les liens externes sont à placer uniquement dans une section « Liens externes », à la fin de l'article. Ces liens sont à choisir avec parcimonie suivant les règles définies. Si un lien sert de source à l'article, son insertion dans le texte est à faire par les notes de bas de page.
- La présentation des références doit suivre les conventions bibliographiques. Il est recommandé d'utiliser les modèles {{Ouvrage}}, {{Chapitre}}, {{Article}}, {{Lien web}} et/ou {{Bibliographie}}. Le mode d'édition visuel peut mettre en forme automatiquement les références.
- Insérer une infobox (cadre d'informations à droite) n'est pas obligatoire pour parachever la mise en page.

Pour une aide détaillée, merci de consulter Aide:Wikification.
Si vous pensez que ces points ont été résolus, vous pouvez retirer ce bandeau et améliorer la mise en forme d'un autre article.
La Commission nationale des droits de l'Homme (en espagnol : Comisión Nacional de los Derechos Humanos; CNDH ) est l'institution nationale des droits de l'Homme, accréditée de statut «A» aux Nations unies par le Comité international de coordination des institutions nationales des droits de l'Homme (CIC).
Elle est membre du réseau des institutions nationales des Amériques, l'un des quatre groupes régionaux présents au sein du CIC. La Commission est une institution publique qui jouit d'une autonomie judiciaire, organisationnelle et fonctionnelle vis-à-vis du gouvernement fédéral. 
Depuis le 16 novembre 2019, la présidente de la CNDH est María del Rosario Piedra Ibarra (es).

## Histoire
Le 13 février 1989, le ministère de l'intérieur a créé le « Département général des droits de l'homme » en tant que bureau entièrement dépendant du ministère. Le 6 juin 1990, par décret présidentiel, le Département général des droits de l'homme a été rebaptisé « Commission nationale des droits de l'homme » et a obtenu une autonomie totale de son ministère de tutelle.
Ce n'est qu'en 1990, après des réformes constitutionnelles, que la Commission nationale des droits de l'homme est devenue totalement indépendante du gouvernement.

### Présidents de la CNDH
Les présidents de la CNDH furent initialement désignés par le président de la République. Depuis 1999, le président est nommé par le Sénat.
Le président de la Commission est chargé de fixer les orientations générales de ses activités administratives et de prendre les mesures nécessaires pour son bon fonctionnement. Il est également le représentant juridique de l'institution.
Le poste de président est soumis à des conditions précises. Il faut être mexicain de naissance, exercer pleinement ses droits civils et politiques, avoir plus de 35 ans, avoir une bonne réputation et ne pas avoir été condamné pour un crime.
En outre, ce poste n'est pas cumulable avec un autre poste, emploi ou fonction au sein du gouvernement fédéral, des États, des municipalités, dans des organisations privées ou dans l'exercice de leur profession, à l'exception des activités académiques.
Depuis sa création, Les présidents de la CNDH ont été :
| Nom                                  | Prise de poste   | Fin de poste     |
| Jorge Carpizo MacGregor              | 6 juin 1990      | 4 janvier 1993   |
| Jorge Madrazo Cuéllar                | 5 janvier 1993   | Mai 1994         |
| Carlos Rodríguez (par intérim)       | Juin 1994        | Décembre 1994    |
| Jorge Madrazo Cuéllar                | Janvier 1995     | 26 novembre 1996 |
| José Luis Ramos Rivera (par intérim) | 27 novembre 1996 | 7 janvier 1997   |
| Mireille Roccatti Velásquez          | 8 janvier 1997   | 13 novembre 1999 |
| José Luis Soberanes Fernández        | 16 novembre 1999 | 15 novembre 2009 |
| Raúl Plascencia Villanueva           | 16 novembre 2009 | 15 novembre 2014 |
| Luis Raúl González Pérez             | 16 novembre 2014 | 15 novembre 2019 |
| María del Rosario Piedra Ibarra      | 16 novembre 2019 | actuel           |

### Controverse frontalière de 2006
En janvier 2006, la CNDH, en collaboration avec la société américaine Humane Borders, prévoyait de distribuer 70 000 cartes de la frontière à destination des immigrants qui tentaient de traverser illégalement la frontière américano-mexicaine. Cette action était une source d'importante préoccupation au sein du gouvernement américain, en particulier dans le département de la Sécurité intérieure. 
Alors que Humane Borders et la CNDH tentaient de distribuer les cartes dans le but de prévenir les centaines de blessés et de décès qui se produisent le long de la frontière chaque année, de nombreux groupes aux États-Unis s'y sont opposés comme une tentative d'encourager l'immigration illégale. Les groupes de défense des droits de l'Homme et d'aide humanitaire ont affirmé que les cartes n'étaient pourtant pas destinées à encourager une nouvelle immigration mais plutôt à assurer la sécurité des personnes qui traverseraient normalement la frontière sans carte.
Ces cartes, qui sont toujours disponibles en téléchargement numérique, tracent l'emplacement des balises de sauvetage et des points d'eau le long des chemins généralement utilisés par les migrants. Ils cartographient également le nombre de décès enregistrés afin de montrer visuellement comment les points d'eau contribuent à atténuer les pertes en vies humaines. En plus des cartes, l'organisation a également créé des affiches d'alerte aux migrants, intitulées « Ne le faites pas! C'est difficile! Il n'y a pas assez d'eau! », qui sont largement distribués le long du côté mexicain de la frontière. Ces affiches, destinées aux migrants potentiels, mettent en évidence les dangers des traversées illégales à pied dans le désert, malgré ce que les passeurs pourraient leur dire. Les affiches donnent les temps de marche estimés depuis les points d'entrée et signalent également les sites des points d'eau et les décès enregistrés.

### Controverse de 2019
Le 7 novembre 2019, María de Rosario Piedra Ibarra, fille de Rosario Ibarra, militante de longue date des droits de l'homme, a été élue par le Sénat de la République  en tant que présidente de la Commission nationale des droits de l'Homme. Sur 114 voix exprimées, Piedra Ibarra en a obtenu 76 (66,67%). Les autres candidats, Arturo Peimbert et José de Jesús Orozco Henríquez en obtinrent respectivement 24 et 8. Six sénateurs se sont abstenus. 
Cependant, les membres du Parti action nationale insistèrent pour que Rosario Piedra Ibarra ne soit pas autorisée à être nommée en tant que présidente de la Commission puisqu'ils auraient dû compter un total de 116 voix exprimées, dont deux démises au nom de sénateurs absents. Une vidéo de la sénatrice Xóchitl Gálvez utilisant la violence le 13 novembre pour empêcher la prestation de serment d'Ibarra a circulé sur les réseaux sociaux. 
Rosario Piedra Ibarra a tout de même prêté serment en tant que présidente de la Commission nationale des droits de l'Homme, le 13 novembre. À la suite de cela, Alberto Manuel Athie Gallo, membre de la Commission, ainsi que quatre conseillères, ont démissionné en signe de protestation,.
Le 28 février 2020, il a été révélé que Piedra Ibarra recevrait 159 227,83 dollars mexicains par mois. Cela correspond à quelque 5 000 dollars de plus que ce que son prédécesseur, Luis Raúl González Pérez, a reçu et 51 000 de plus que le président Andrés Manuel López Obrador, malgré une loi interdisant tout employé du gouvernement de gagner plus que le président de la République. Malgré la politique officielle d'austérité, d'autres hauts fonctionnaires seront également payés plus que López Obrador.

## Conseil consultatif de la CNDH
La CNDH dispose d'un conseil de dix membres, qui sont nommés par le Sénat. Le Conseil est chargé d'établir les orientations générales de la CNDH, d'approuver le règlement intérieur de la commission et de superviser son budget. Les deux membres seniors doivent être remplacés chaque année à moins d'être reconduits pour un second mandat.
La composition actuelle du Conseil est la suivante (novembre 2019):
- Luis Raúl González Pérez, président (jusqu'au 15 novembre 2019)
- Joaquín Narro Lobo, secrétaire technique
- Mariclaire Acosta Urquidi (démissionnaire le 14 novembre 2019)[8].
- María Ampudia González (démissionnaire le 14 novembre 2019).
- Alberto Manuel Athié Gallo.
- Michael William Chamberlin Ruiz.
- Dr Angélica Cuéllar Vázquez (démissionnaire le 14 novembre 2019).
- Dr. Mónica González Contró.
- Dr David Kershenobich Stalnikowitz.
- Carmen Moreno Toscano.
- María Olga Noriega Sáenz (démissionnaire le 14 novembre 2019).
- Dr José de Jesús Orozco Henríquez.

En avril 2021, le Sénat décide de renouveler le Conseil consultatif, en raison des nombreux postes vacants depuis l'arrivée de Rosario Piedra Ibarra au poste de présidente.